# Samokov
Samokov (în bulgară Самоков) este un oraș în obștina Samokov, regiunea Sofia, Bulgaria.

## Demografie
Componența etnică a orașului Samokov
     Nicio identificare (7,87%)
     Bulgari (73,45%)
     Romi (17,59%)
     Turci (0,23%)
     Altele (0,84%)
La recensământul din 2011, populația orașului Samokov era de 26.589 locuitori. Din punct de vedere etnic, majoritatea locuitorilor (73,45%) erau bulgari, cu o minoritate de romi (17,59%). Pentru 7,87% din locuitori nu este cunoscută apartenența etnică.

## Personalități
- Nicolae Praida (1933 - 2008), actor român